# Ami Ōnuki
Ami "Jane" Ōnuki (jap. 大貫亜美 Ōnuki Ami; ur. 18 września 1973 w Machidzie (stołeczna prefektura Tokio) w Japonii) - wokalistka japońskiej grupy popowej Puffy AmiYumi.
Prowadziła razem z Yumi talk show Pa-Pa-Pa-Pa-Puffy.
W angielskiej wersji językowej Hi Hi Puffy AmiYumi głosu użyczyła jej amerykańska aktorka japońskiego pochodzenia, Janice Kawaye, natomiast w polskiej wersji Magdalena Krylik. W kreskówce jej różowe włosy zostały zrobione w klasycznym stylu odango atama.
Wyszła za mąż za TERU (wokalistę japońskiego zespołu rockowego GLAY), urodziła dziecko 15 marca 2003 roku.
Ami potrafi grać na gitarze, perkusji i harmonijce.